# Ambivariten
Die Ambivariten (lateinisch Ambivariti) waren ein keltischer Stamm in der späteren römischen Provinz Gallia Belgica. Ihr Wohnsitz befand sich nach Caesar (Bellum Gallicum 4, 9: ad Ambivaritos trans Mosam) westlich der Maas. Er nennt diesen Stamm als Opfer eines Raubzuges der germanischen Reiterei des Sueben-Fürsten Ariovist um 58 v. Chr. während des Gallischen Krieges. Außer an dieser Stelle bei Caesar wird dieser Stamm in der antiken Literatur nicht erwähnt.
Die Ambivariten dürfen nicht mit den Ambivareten, einem Klientenstamm der Haeduer, verwechselt werden. Birkhan vermutet allerdings, dass zwischen den Ambivareten und den Ambivariten eine enge Verwandtschaft bestand, da die Namensähnlichkeit auf alte Abwanderung zurückgehen könnte.